# Jacek Markiewicz
Jacek Markiewicz (Białystok, 18 giugno 1976) è un ex calciatore polacco, di ruolo difensore.